# Marijansko svetište u Nevigesu
Marijansko svetište u Nevigesu (ili Nevigeško svetište, a stariji naziv je Hardenberg ili Svetište Hardenberg - Neviges) je svetište Čudotvornoj slici u Nevigesu u biskupiji Köln, koje postoji od 1681. godine.

### Čudotvorna slika
Predmet štovanja hodočasnika u Nevigesu je Čudotvorna slika iz Nevigesa Bezgrešnom začeću blažene djevice Marije. Riječ je o bakrorezu na kojem je prikazana Majka Božja kao Žena iz 12. poglavlja knjige Otkrivenja. Kao što je Ivan opisao: „Žena, odjevena u sunce, mjesec joj pod nogama, a na glavi joj vijenac od dvanaest zvijezda“. Marija stoji na mjesecu i satire zmiji glavu, koja tako bespomoćno visi s isplaženim jezikom prema zemlji. Kosa Majke Božje je kao jedna kruna spletena oko glave (a znak je djevičanstva) i pada dužinom preko ramena. Na donjim rubovima slike nalaze se anđeli koji u rukama drže trnjem umotane ljiljane i ruže, kao znak čistoće i ljubavi.
Bakrorez je istrgnut iz jedne knjige, starog baroknog molitvenika Rajski palmini vrtovi isusovca Wilhema Nakatenusa (prvo izdanje 1660. godine, a nakon toga višebrojna izdanja). U izdanju iz 1664. slika stoji na stranici 254. Slika se direktno odnosi na Bezgrešno začeće, na istrgnutoj stranica, koja je samo djelomično čitljiva, nalazi se citat iz Pjesme nad pjesmana: „ Sva si lijepa, ljubljena moja, nema na tebi ljage “. Pjesma nad pjesmama (4.7.)
Nas stražnjoj strani Čudotvorne slike je molitva, koja slovi kao najstarija molitva nevigeškog svetišta.
Sveta Marijo, majko Božja, Kraljice neba, Vrata raja, Gospodarice zemlje, prečista Djevice, budi pozdravljena! Ti si bez grijeha Istočnoga i svakog drugoga grijeha začeta. Bez ljage grijeha začela si Isusa, Spasitelja svijeta. Ti si nevina Djevica prije poroda, u porodu i poslije poroda. Svojim moćnim zagovorom daj mi pobožno živjeti i moliti se za sve nas kod Isusa, tvog preljubljenog Sina. Poslije moje smrti uzmi me milostivo k sebi. Ukloni od mene svako zlo tijela i duše. Pomozi mi pomagati drugima, činiti djela milosrđa i izmoli da se u rajskoj slavi mogu s Tobom vječno radovati. Amen

### Povijest svetišta
Kad je Friedrich Wilhelm godine 1640. zabranio hodočašće u Ginderich kraj Wesela, došlo je u dijelovima donje Rajne i zapade Vestfalije u manje od četrdesetak godina do osnivanja četiri nova hodočasnička mjesta: Kevelaer (1641.g. u Biskupiji Roemond, današnja biskupija Münster), Telgte (1651.g. biskupija Münster), Werl (1661.g. biskupija Paderbon) i Neviges 1681.g. jer se nakon Triedesetogodišnjeg rata i njegovoga poražavajućeg udarca, u katoličkom se narodu stvorila potreba štovanja Marijinog lika i mistične pobožnosti. S tim je povezano i oživljavanje hodočasničke tradicije, ne samo protivnika reformacije, nego i radi ekonomske važnosti dotične regije, koju su podržavali i ondašnj vlastodršci. Nevigeško svetište dijeli svoj način postanka s Kevelaer. U molitvi pred jednom slikom Majke Božje osoba čuje tajanstveni glas, koji traži gradnju jedne kapelice. Nije riječ o Marijinom ukazanju ili viziji, kao kasnije u Lurdu, nego je posredovano preko slike i glasa.
Dvije osobe su značajne za nastanak svetišta: mjesna gospodarica vlastele Hardenberg s dvorca Hardemberg i jednan franjevac koji je doživio mistično iskustvo.
Oko 1630. godine protestanski vlastelin Johann Sigismund von Bernsau oženio se s Anna von Asbeck, koja je u odgojena u jednoj ženskoj katoličkoj zakladi u Stoppenberg (Essen).
Umolila je muža da može odgajati njihovu djecu u katoličkoj vjeri, a 1649.godine uspijela je izmoliti i obraćenje njenog muža. Nakon njegove smrti postaje kneginja i daje 1649. godine graditi kapelicu posvećenu sv. Ani, za tadašnj mali broj katolika, a godine 1676. poziva franjevce na rekatoliziranje Hardenberga. Zajedno sa svojom kćerkom Isabella Margaretha, majkom Johana Sigmunda von Schaesberg i udovicom Friedricha Arnolda Schaesberga, osnivaju 1680. godine samostan Hardenberg.
Zamnjeniku poglavara samostana, koji je pripadao franjevačkoj provinciji (Saxonia), Casparu Nüßing povjerena je gradnja samostanske zgrade, ali je nažalost došlo do zastoja.
U franjevačkom samostanu u Drostenu u rujnu 1680. godine 32-godišnji franjevac Antonius Schierley molio se pred jednim starim molitvenikom koji je imao bakrorez Bezgrešnog začeća blažene djevice Marije, te je povjerovao da čuje glas koji mu kaže: “ Odnesi me u Hardenberg, tamo želim da me štuju.“.
U naredne dvije noći čuo je ponovno glasove. Najprije se tražilo od njega da se obratiti franjevcima u Nevigesu i priopći im da jednom “velikom plemiću“ prijeti bolest, od koje on jedino preko “zavjeta na Hardenbergu“ i pomoći u izgradnji samostana može ozdraviti.
Drugu noć dobiva ponovno naredbe i to da započne jednu devetnicu te devet tjedana zaredom svake subote slavi sv. Misu kao “ zahvalu za Bezgrešno začeće “. Bezgrešno začeće blažene djevice Marije, od sabora u Baselu 1439.godine je vjerska istina o Mariji u katoličkoj Crkvi, a tek 1854.godine je proglašena Dogma o Bezgrešnom začeću, ali već od 13. st. franjevci bili su snažni zagovornici te vjerske istine o Mariji.
Schirley se obraća Casparu Nießingu, koji sa svoje strane traži pomoć od benediktinskog samostana iz Werdena. Uspostavilo se da je oboljela osoba tzv. “veliki plemić“ ustvari bolesni nadbiskup Münstera i Paderborna Ferdinand von Fürsterberga koji je nakon obavljenog zavjeta ozdravio (on umire tek 1683.). Tako je Nießing mogao postaviti kamen temeljac za gradnju samostana i 25. listopada održalo se prvo hodočašće u Nevigesu na kojem je pored nadbiskupa iz Werdena bio i pobožni plemić Jan Willem. Njegov otac, Philip Wilhem von Pfalz dao je urediti 1677. jednu  hodočasničku kapelicu Crnoj Gospi  u Benrather (dio Düsseldorfa), a svojoj obraćenoj supruzi Elisabeth Amalie von Hessen- Darmstad, majci Jana Wellems, posvetio je stari molitvenik Rajski palmini vrtovi Wilhema Nakatenusa.

#### Razvoj svetišta od 1681.godine do danas
Od 1682. godine plemić Jan Wellem i njegova supruga Maria Anna Josepha postali su vrijedni podupiratelji svetišta. Plemić je doveo 5000 hodočasnika iz Düsseldorfa u Neviges te je naredio godišnje jednu procesiju iz Düsseldorfa u Neviges. Kao sljedeći podupiratelj pristupa pater Ferdinan iz samostana u Wedenu. On je dana 28.srpnja u jednom dokumentu posvjedočio o nastanku svetišta zbog čudesnog događaja u Dorstenu (bez da je spomenu ime franjevca Schirlaysa) i o prvom štovanju čudotvorne slike 25. listopada 1681. godine. Da je ovaj zahtjev takoder vođen interesom, dokazuje se iz njegove izjave da je to sve bila tobože želja Majke Božje, da mjesto Hardenberg: ”neće postati ništa manje poznato od mjesta Kevelaer“, što je u stvari iz nekadašnjeg čistog protestantskog područja oko Nevigesa nije nikako bilo za očekivati. Generalni vikar biskupije Köln godine 1688. odobrava procesije s križem i zastavama u Nevigesu. 
Godine 1697. nuncij Fabrizio Polucci dopušta korištenje milostinje i milodara od Čudotvorne slike za potrebe samostana i crkve. Osnovano bratstvo bezgrešnog začeća Marijinog iz Hardenberga priznao je papa Clemens IX. godine 1710., a od 1737. svim Hardenberg hodočasnicima je proglasio potpuni oprost grijeha. Hodočasnička crkva je 1728. godine posvećena Bezgrešnom začeću blažene djevice Marije. Kod stogodišnje proslave svetišta 1781. godine prisustvovalo je više od 10 000 hodočasnika. Oko 1800. godine broj katolika u Hardenbergu popeo se sa 70 na 1400 osoba.
Kad je zbog sekularizacije oduzet franjevački samostan, nevigeški franjevci preuzimaju pastoralnu skrb i ostaju i dalje živjeti u samostanu, tako da je samostan praktički i dalje postojao. U rujnu 1812. godine samostan mjenja potpuno svoju strukturu. Postaje tzv. samostan u izumiranju, odnosno samostan zatvorenog tipa u kojem zajedno žive svećenici iz različitih redova, a dospjeli su u taj samostan jer je njihov samostan zatvoren. Kralj Friedrich Wilhelm III von Preußen 1826. godine, pod čijom je vlašću tada pripado Neviges, odobrava postojanje nekoliko samostana, a među njima je i samostan iz Nevigesa. Posebno mjesno poznanstvo postigao je pater Clementus Schmitz. Na intervenciju više mjesnih župa i biskupa iz Kölna Johanes von Geissel, samostan je od 1845. godine smio primiti nove članove. Upravo radi toga je u prvoj polovini 19. st. bilo je dosta problema i svetište je radi toga bilo zakinuto. Godine 1845. proglašena je dogma o Bezgrešnom začeću blažene djevice Marije, te je tako za svoj 200-godišnji jubilej 1881. svetište ponovno moglo procvasti, bez obzira na to što je samostan od 1875. do 1886. radi  pruske “Kulturne borbe“ ponovno bio zatvoren. Velika zasluga pripada župniku pateru Basilius Pfanenschmied (1872. – 1894.) i to za posvećenje križnog puta (s 14 postaja) godine 1881., a među ostalim dolazi i do proširenja hodočasničke crkve.
Za 50 -godišnji jubilej dogme o Bezgrešnom začeću 1904. kardinal Anton Fischer svečano je okrunio čudotvornu sliku. Župnik pater Wanceslaus Straussfeld kupio je i isplanirao 1936. godine molitveno mjesto na Marijinom brdu te postavi temelje i novac za gradnju jedne veće hodočasničke crkve, ali izbija Prvi svjetski rat i propadaju planovi. Na kraju je novac isplaćen po inflaciji iz 1923.godine. Najveći broj hodočasnika, svetište Neviges doživljava 1935. godine s 340 000, a najviša zasluga pripada mjesnom misionaru pater Elpidius Weirgans koji zajedno s voditeljem svetišta paterom Gabriel Schmidtom godine 1932. osmišlja koncept “handerbersku olujnu molitvu“, jednu misu u kojoj će se Majku Božiju podignutim rukama sa svih strana “zasuti molitvom“. U toj godini dobiv Neviges naziv “njemački Lurd” sa svojih preko stotinu dodatnih vlakova za hodočasnike, ali je ovaj nagli porast smanjen zbog izbijanja Drugog svjetskog rata. 
U vremenu od 1942. do 1969. godine kardinal Josef Fings pomagao je svetište. Za vrijeme njegovog mandata kao nadbiskup Kölna, u periodu od 1966.do 1968. izgrađena je hodočasnička katedrala u Nevigesu po nacrtu arhitekta Gottfried Böhma. Dana 23.rujna kardinal Karol Wojtyła (samo 23 dana prije izbora za papu) zajedno s njemačkim i poljskim biskupima uz pratnju kardinala Wyszynski i kardinala Höffner posjetio je svetište. Godine 1981. Neviges je proslavio svoje 300-godišnje postojanje.
Nakon što je njemačka franjevačka provincija, radi nedostatka svećenika u nevigeškom samostanu, krajem siječnja 2020. predala svoju službu. Još te iste godine, 1. rujna francuski red sv. Martina, sa svoja tri svećenika, preuzima dušobrižničku skrb u svetištu.  

#### Brojčano stanje hodočasnika
1740.g. - 20.000 hodočasnika ; 1800.g. - 20.000; 1913. g. - 100.000; 1916.g - 88.000 ;1917.g. - 45.000; 1918. g. - 45.000; 1922.g. - 90.000; 1923.g. - 5.000; 1929.g. - 75.000; 1931. g. - 159.000; 1932. g. - 90.000; 1933.g - 180.000; 1934. g. - 303.000; 1935.g. - 340.000; 1936. g -300.000; 1943. g. - 15.000; 1944.g. - 102.000; 1945.g. - 23.000; 1946.g. - 130.000; 1951. g. - 280.000; 1954.g. - 300.000; do 1960. g. ca. 200.000 godišnje

#### 40. jubilej Hrvata u Nevigesu
Hrvati su prvi put ovdje organizirano hodočastili na Duhovski ponedjeljak 1971. godine. Bili su to vjernici iz hrvatskih katoličkih misija Duisburga, Leverkusena i Lüdenscheinda sa svojim svećenicima. Organiziranje hodočašća u početku je vodio organizacijski odbor u sastavu župnika hrvatskih katoličkih misija Bochuma, Mülheima a.d.Ruhr i Wuppertala. Poslije 1977. godine organiziranje vodi župnik Mettmana. Kad je ugašena ta misija, organiziranje hodočašća vodi župnik Hrvatske katoličke misije Wuppertala.

## Vanjske poveznice
- IKA: 45. marijansko hrvatsko hodočašće u Neviges, 16.05 - 16.05.2016 | IKA N - 179746/5. Geslo 45. hodočašća je "Zdravo Kraljice, majko milosrđa!"